# Spirala ćutanja
Teorija spirale ćutanja je teorija političke nauke i masovne komunikacije koju je prva predložila nemački politikolog Elizabet Noel Njuman, koja tvrdi da individua ima strah od izoloacije, što proizilazi iz ideje da socijalna grupa ili društvo uopšteno može da izoluje, zanemari ili isključi članove zbog njihovog mišljenja. Ovaj strah od izolacije dovodi do utišavanja umesto do izražavanja mišljenja. Mediji su bitan faktor koji se odnosi i na dominatnu ideju i na ljudsku percepciju dominantne ideje. Procena nečije socijalne sredine nije uvek u skladu sa stvarnošću.

## Pozadina
Prema Šeli Nejl, prvi put predstavljena u 1974.godini, Teorije Spirale Ćutanja... istražuje hipoteze da utvrdi zašto neke grupe ostaju tihe dok su druge mnogo više vokalne na forumima javnog obelodanjivanja. Ova teorija predlaže da " ljudi koji veruju da je njihovo mišljenje u manjini što se tiče javnih pitanja, uglavnom će ostati u pozadini gde se njihova komunikacija može ograničiti nego oni koji vjeruju da je njihovo mišljenje većinsko - oni će biti mnogo više ohrabreni da govore. "
Ova teorija objašnjava formiranje socijalnih normi i na mikro i na makro nivou. 'Kao mikro-teorija, spirala ćutanja istražuje ispoljavanje mišljenja, kontrolisanje ljudskih predispozicija kao što je strah od izolacije i demografske varijable koje utiču na volju ljudi da javno iznesu svoje mišljenje o pitanjima kao što je recimo poljoprivredna agrotehnologija.
Spirala ćutanja se dešava na makro nivou ukoliko sve više i više članova koji su u manjini ostaje u tišini. Drugim rečima, ljudsko individualno opiranje da izrazi svoje mišljenje, jednostavno je zasnovano na tome šta svi drugi misle, na bitne posledice na socijalnom nivou. Kako jedno mišljenje dobija na popularnosti u društvu, manjina oseća pretnju i strah od izolacije iz društva. Kako to isto mišljenje dostiže vrhunac, manjina se nastavlja osećati ugroženom i sve više pada u tišinu. To se nastavlja sve dok manjina ne prestane da se protivi i na kraju to mišljenje većine postaje socijalna norma.

### Spiralni model
Spiralni model je analogija koja se koristi da vizuelno opiše teoriju. Kraj spirale se odnosi na broj ljudi koji ne izražavaju javno svoje mišljenje zbog straha od izolacije. Individua će vrlo verovatno krenuti niz spirale ukoliko se njeno mišljenje ne slaže sa mišljenjem većine.  Naredni koraci objašnjavaju kako funkcioniše proces:
1. Možemo da razlikujujemo polja gde su mišljenja i ponašanja statična i polja gde su ta mišljenja i ponašanja podložna promenama. Gde su mišljenja relativno konačna i statična- npr. "običaji"- pojedinac mora da se ponaša u skladu sa ovim mišljenjem ili da rizikuje izolaciju iz društva. U sredini u kojoj se o mišljenjima razgovora, osoba će pokušati da sazna koje mišljenje može da ispolji bez opasnosti da bude izolovana.
2. Indivudue koje, kada posmatrajući svoju sredinu , primete da se njihovo lično mišljenje širi i da ga preuzimaju ostali – pre će izjasniti svoje mišljenje u javnosti. Sa druge strane, individue koje primete da njihovo mišljenje gubi na težini, prihvatiće više rezervisan stav kad iznose svoje mišljenje u javnosti.
3. Iz ovoga proističe da, dok predstavnici prvog mišljenja pričaju više a predstavnici drugog mišljenja često ćute, postoji definitivan uticaj sredine: Mišljenje koje se iznosi na ovaj način izgleda jače nego što zapravo jeste, dok mišljenje koje je potisnuto izgleda slabije nego što zapravo jeste u stvarnosti.
4. Rezultat spiralnog procesa navodi ostale individue da doživljavaju promene mišljenja dok jedno mišljenje ne postane prihvaćeno kao preovladavajuće mišljenje, a drugo da ne bude odbačeno od strane svih ostalih, osim onih pojedinaca koji se čvrsto drže svojih mišljenja.[5]

Ovo je proces formiranja, promene i pojačavanja javnog mišljenje. Tendencija jednih da se izjasne a drugih da ćute započinje spiralni proces koji ubrzo uspostavlja jedno mišljenje kao dominatno. S vremenom, ove promene percepcije uspostavljaju jedno mišljenje predominantno i ono prelazi u čvrstu normu.
Dalje, Noel- Njuman opisuje spiralu ćutanja kao dinamički proces u kojem predviđanja o javnom mišljenju postaju činjenica kako medijsko prenošenje globalnog mišljenja postaje status kvo, i za manjinu postoji sve manja verovatnoća da se izjasni.

## Epistemologija

### Javna
Naučnici su dugo raspravljali o konceptu reči “javno” unutra "javnog mišljenja". Upotreba reči javno I “javnost” ne podržava mnoga propratna značenja.  Postoje tri značenja reči “javno”. Prvo značenje se odnosi na pravni smisao reči “javno” - u smislu otvorenosti. Npr. javni prostor ili put. Drugo značenje naglašava javna prava. Treće, unutar fraze javno mišljenje, reč javno je povezana ali sa različitom definicijom. Javno u ovom smislu, može biti okarakterisano kao socijalna psihologija. Naučnici su zapanjeni koliku moć javno mišljenje ima prilikom nastanka regulacija, normi i moralnih pravila koja pobeđuju iznad pojedinaca bez brige pravnika, vlade ili suda. 

### Mišljenje
"Common opinion" je izraz koji je prvi put iskoristio škotski filozof Dejvid Hjum u svom delu iz 1739. godine, pod nazivom "Rasprava o ljudskoj prirodi". Slaganje i zajednički osećaj je ono što je osnova engleske i francuske reči "mišljenje". Prilikom istraživanja te reči u nemačkom jeziku, reč “meinung” je istraživače odvela do Platonove države. U Platonovoj državi, Sokrat zaključuje da mišljenje zauzima srednji položaj. Immanuel Kant je smatrao mišljenje nedovoljnom procenom, istovremeno subjektivnom i objektivnom.Prilikom istraživanja te reči u nemačkom jeziku, reč “meinung” je istraživače odvela do Platonove države. . Imanuel Kant je smatrao mišljenje nedovoljnom procenom, istovremeno subjektivnom i objektivnom. . Izostavljeno je koliko bitno može biti mišljenje, međutim, i dalje je uzeto u obzir da je to ujedinjeno slaganje populacije ili dela populacije.

### Javno mišljenje
Termin “javno mišljenje” se prvi put pojavio u Francuskoj tokom 18. veka. Oko definicija javnog mišljenja se uvek razglabalo. Nije bilo mnogo napretka u odabiru jedne klasifikacije fraze "javnog mišljenja". Herman Onken, nemački istoričar, rekao je :
Ko god želi da shvati i definiše koncept javnog mišljenja, brzo će prepoznati da se nosi sa Proteusom, bićem koje se pojavljuje istovremeno u hiljadu obličja, istovremeno vidljiv i kao fantom, impotentan i iznenađujuće efikasan, predstavlja se u bezbrojnim transformacijama i zauvek promiče kroz naše prste čim pomislimo da smo ga dobro razumeli. Ono što pluta i plovi ne može biti shvaćeno pretvaranjem u formulu. Ipak, pitani, svi znaju sta znači javno mišljenje.
Rečeno je da "dikcija koja pripada muzeju istorije ideja, može biti samo od istorijskog interesa."
Kontradiktorno tom citatu, termin javno mišljanje izgleda ne prestaje da se upotrebljava. Tokom ranih 1970-ih, Elizabet Noel Njuman je kreirala spiralu ćutanja. Ona je pokušavala da razjasni otkriće iz 1965.godine koje je pokazivalo da se namere glasanja ne bi promenile ali ipak očekivanja da će jedna strana pobediti, nastavljala su da rastu. Noel - Njumanova je počela da se zapitkuje da li je zaista shvatala šta je javno mišljenje. "Spirala ćutanja” je možda jedna od formi prikazivanja javnog mišljenja, ali je to možda i proces tokom kojeg se nova, mlada, javna mišljenja razvijaju ili trasnformišu značenje starih mišljenja.
Američki sociolog Edvard Ros je opisao javno mišljenje 1898. godine koristeći reč "jeftino". Jednačina "javnog mišljenja" sa "vladajućim mišljenjem" se stalno provlači kao nit kroz mnoge definicije. Ovo potpomaže činjenicu da nešto što je vezano za javno mišljenje tera individualce na delo, čak iako je to protiv njihove volje."
Mnoga moguća značenja i definicije ovog termina su istražena. Naučnici su razmatrali sadržaj javnog mišljenja, pretpostavljajući da se sastoji od javnih pitanja. Oni su istakli da bitnost javnog mišljenja zavisi od otvorenog javnog diskursa više nego od discipline koja je nametnuta od strane dominantne većine dovoljne da uplaši one koji možda poržavaju ili ne akcije koje su u javnom interesu. Takođe su razmotrili čija mišljenja uspostavljaju javno mišljenje i pretpostavljaju da su to osobe iz zajednice koje su spremne da izraze svoje mišjenje odgovorno o pitanjima koja su bitna za javnost. "
Naučnici su takođe obratili pažnju na forme javnog mišljenje, one koje su javno izražene i dostupne, javna mišljenja, posebno u medijima. Kontraverzije koje okružuju ovaj termin okružuju obe reči koje kombinacijom čine ovu frazu. 

### Mediji i javno mišljenje
Masovni efekti medija kako na javno mišljenje tako i na percepciju javnog mišljenja su ključni za teoriju spirale ćutanja. Jedan od najranijih radova koji je ukazao na vezu između medija i formiranja javnog mišljenja bila je knjiga "Javno mišljenje", pisca Voltera Lipmana izdata 1923.godine. 
Lipmannove ideje koje se tiču medijskog efekta su inspirisali teoriju spirale ćutanja. Dok je gradila ovu teoriju, Noel-Njumanova je izjavila : "Čitalac može samo upotpuniti i objasniti svet korišćenjem svoje svesti koja je u velikoj meri kreirana od strane masovnih medija.”
Teorija uspostavljanja javnog reda je još jedan rad koji Noel-Njumanova bazira na efektu javnog mišljenja. Ova teorija opisuje vezu između medija i javnog mišljenja implicirajući da bitnost nekog javnog pitanja zavisi od njegove izloženosti u medijima.
Zajedno sa uspostavljanjem javnog reda, mediji dalje određuju bitna pitanja kroz stalnu bitku sa drugim dešavanjima koja se pokušavaju izboriti za svoje mesto u javnom redu.
Mediji se bave ovim alternativama vesti kreiranjem "pseudo-kriza" i "pseudo-novina".
Medijske karakteristike, kao alat komunikacije, dalje utiču na ljudsku percepciju njihovih ideja vezanih za javno mišljenje. Prema Noel Njumanovoj, mediji su: "jednostrana, indirektna forma komunikacije, u kontrastu sa najprirodnijom formom ljudske komunijacije-razgovorom. . Ove karakteristike medija dalje zatrpavaju individualne ideje.
Dok neke teorije o medijskoj komunikaciji prisvajaju pasivnu publiku kao što je model potkožne inekcije, spiralni model prisvaja aktivnu publiku koja konzumira produkte medija u zavisnosti od svih ličnih i socijalnih ciljeva. Znanje dobijeno iz masovnih medija može ponuditi municiju ljudima da izraze svoje mišljenje i ponude argumente za svoje stanovište. Ho i Al ističu da je mnogo veća šansa individua koje obraćaju mnogo pažnje na medije - oni koji imaju manji strah od izolacije ponude argumente za svoje mišljenje, nego oni koji imaju veliki strah od izolacije.
Noel - Njumanova posmatra medije kao ključne za formulaciju spirale ćutanja dok pojedini naučnici raspravljaju da li dominantna ideja iz okoline jedne individue može da prevlada dominantnu ideju koju predstavlaju mediji kao standardnu normu. Neki empirijski podaci se slažu sa ovom perspektivom, predlažući da "mikro-klima" jedne individue preovladava efekte medija. Drugi članci dalje predlažu da je pričanje sa drugima primaran način razumevanja klime mišljenja.

## Pretpostavke

### Strah od izolacije
Strah od izolacije je centrifugalna sila koja je ubrzala spiralu ćutsnjs. Suštinski, ljudi se plaše da budu socijalno izolovani i prema tome preduzimaju mere potrebne da bi se izbeglo tako nešto, kao što je demonstrirao psiholog Salomon Ašč u ekperimentima Asch konformiteta.Ljudi se osećaju prijatnije kada se slažu sa tuđim mišljenjem za koje znaju da je pogrešno umesto da govore drugima svoje sopstvene ideje.

### Procene klime
Ova procena predlaže da bi se izbegla socijalna izolacija i da se ne bi izgubila popularnost i poštovanje, ljudi konstantno veoma pomno posmatraju svoju okolinu. Oni pokušavaju da otkriju koja su dominantnija mišljenja i načini ponašanja i koja postaju sve više popularna. Zatim se ponašaju i izražavaju shodno tome u javnosti. Zatim pokušavaju da odluče da li su u većini- da li se većina slaže sa njima. Ako osete da su u manjini, uglavnom se trude da ćute.

### Kvazi-statistički osećaj
Individue koriste "urođenu sposobnost" ili kvazi -statistički osećaj da odmere javno misljenje. Ljudi pretpostavljaju da mogu da osete i povežu šta drugi misle.
Masovni mediji igraju veliku ulogu u odlučivanju šta je dominantna ideja jer naša direktna obzervacija je ograniče na mali procenat populacije. Mediji imaju ogroman uticaj na to kako se javno mišljenje predstavlja i može dramatično uticati na individualnu percepciju i gde leži javno mišljenje, kao i da li je taj portret zapravo tačan.

### Kolektivno neznanje
Kolektivno neznanje može se javiti u nekim slučajevima kada se mišljenje manjine prihvata kao socijalna norma. Članovi grupe mogu privatno odbijati to mišljenje ali mogu pogrešno pretpostavljati da ga drugi članovi prihvataju. Ovaj fenomen dovodi do toga da se cela grupa drži norme.

### Procena mišljenja o javnim pitanjima
Naša procena javnog mišljenja ima efekat na naše odluke. Gde su mišljenja relativno konačna i statična- kao što su običaji, osoba mora da se ponaša u skladu sa mišljenjem javnosti ili da rizikuje izolaciju. U kontrastu, gde su mišljenja koja su fluksna i raspravljana, individua će pokušati da sazna koje mišljenje može da izrazi bez opasnosti da bude izolovana. Pojedinci inače izražavaju javno svoje mišljenje, stavove, kada smatraju da je njihovo mišljenje dominantno ili u porastu. Kada pojedinci smatraju da njihovo mišljenje nije popularno ili gubi na popularnosti, oni će se truditi da ga ne izražavaju u javnosti. Ono što jedan pojedinac odluči da uradi utiče na celo društvo oko njega.

## Vokalna manjina i "hardkori"
Teorija objašnjava vokalnu manjinu (sinonim tihe manjine) ukazujući na to da su visoko obrazovani ljudi ili oni koji imaju veći uticaj i retki pojedinci koji se ne boje izolacije, oni koji se izjašnjavaju nezavisno od javnog mišljenja.  Dalje objašnjava da je ova manjina neophodan faktor promene dok je potčinjena većina neophodan faktor stabilnosti i oboje su proizvod evolucije. Postoji vokalna manjina koja ostaje na vrhu spirale prkoseći pretnjama izolacije. Ova teorija naziva vokalne manjine "hardkor" nekonformiste ili avant-garde. Hardkor nekonformisti su " ljudi koji su već bili odbačeni zbog svojih verovanja i nemaju ništa da izgube iznoseći svoje mišljenje". 
Hardkori imaju sposobnost da promene mišljenje većine. Iako su avant-gardi "intelektualci, umetnici i reformatori”, u izolovanoj manjini oni odlučuju da iznesu svoje mišljenje jer su ubeđeni da su ispred svog vremena.

## Primena teorije
Spirala ćutanja je prosvetlila mnoge različite teme od priče o popularnom kulturnom fenomenu , do pušenja.Uzimajući u obzir da se spirala ćutanja najčešće javlja kod kontroverznih pitanja i pitanja sa moralnom komponentom, mnogi naučnici su primenili ovu teoriju na kontroverzne teme kao što je pobačaj, afirmativne akcije i smrtna kazna.

### Istraživanja iz različitih kultura
Postojeća literatura pre nastanka spiralne teorije govori o vezi izmedju socijalnog povinovanja i kulture, motivišući naučnike da sprovedu istraživanja ove teorije u različitim kulturama. Naučnici u polju psihologije naročito su obratili pažnju na varijacije unutar različitih kultura koje se tiču povinovanja većinskom mišljenju. Najnovije studije potvrđuju vezu između povinovanja i kulture, meta-analiza Asch eksperimenata o povinovanju, npr. predlažu da su kolektivističke kulture mnogo vise izložene povinovanju unutar kulture za razliku od individualističkih.

### SAD I Tajvan
Huiping Huangov test spirale ćutanja u različitim kulturama analizira rezultate telefonskih ispitivanja sprovedenih na Tajvanu i SAD-u. Hipoteze koje su testirane su verovanja da je SAD individualističko društvo, dok je Tajvan kolektivističko društvo. Ovo predlaže da je manja šansa da se spirala ćutanja pojavi u SAD-u jer pojedinci mnogo više stavljaju akcenat na svoje lične ciljeve. Oni stavljaju "ja" identitet iznad "mi" identiteta i teže ličnom uspehu. Prema tome, hipoteza je predlagala da će oni mnogo pre izjasniti svoje mišljenje nezavisno da li su u manjini. Sa druge strane, predviđalo se da pojedinci na Tajvanu stavljaju akcenat mnogo više na kolektivni cilj da bi se povinovali većinskom uticaju u nadi za izbegavanjem tenzija i konflikta. Istraživanje takođe testira efekat motiva, uključujući samoefikasnosti i samopouzdanja.
Telefonski izveštaji su sprovedeni: građani SAD-a su ispitivani u vezi američke umešanosti u Somaliji, a građani Tajvana o mogućnosti direktnog predsedničkog izbora. Oba pitanja su fokusirana na politiku i ljudska prava i prema tome su se mogli međusobno porediti. Ispitanici su takođe pitani da se izjasne da li su "za" , "suzdržani" ili "protiv" u navedenim kategorijama vezanih za sebe, svoju porodicu i prijatelje, medije, društvo i društvo u budućnosti. Takođe su postavljenje mere vezane za individualističke i kolektivističke strukture i motive "neizražavajućeg" mišljenja na skali od 1-10 i 1-5 zavisno od odgovora. Rezultati potvrđuju originalnu hipotezu.
Generalno gledano, Amerikanci su se mnogo više izjašnjavali od Tajvanaca. Zbog želje za stapanjem sa većinom, kod Tajvanaca se smanjivala motivacija za izjašnjavanjem ( i imali su viši kolektivistički skor) ali malo efekta kod Amerikanaca. Na Tajvanu, buduća podrška i vera u društvo igrala je veliku ulugu u izjašnjavanju mišljenja i podržavala je činjenicu da je spirala ćutanja aktivna. U SAD-u, hipotezirano je da je to individualističko društvo i da će se oni više izjašnjavati čak iako su u manjini ili kao neskladna grupa. Međutim, ovo se ispostavilo kao netačno, ali Huang predlaže da je možda izabrano pitanje koje nije direktno preovladjavajuće i prema tome Amerikanci su smtrali da nije neophodno da se izjašnjavaju prema većinskom mišljenju. Manjak samo-efikasnosti vodi do manjka izjašnjavanja u obe zemlje.

### Baskijski nacionalizam
Baskijski nacionalizam i spirala ćutanja je članak Spensera i Kročera koji analizira javnu percepciju ETA-e u Španiji i Francuskoj. Ovo istraživanje je sporevedeno na sličan način kao i prethodno navedeno, sa Baskijskim individualcima iz Španije i Francuske koji su ispitivani o njihovoj podršci ETE. Pitani su pitanja kao na primer: " oliko biste bili voljni pridružiti se razgovoru sa strancem u vozu o ETI?". Uzimajući u obzir kulturne razlike ove dve regije u kojima je ETA postojala.
Rezultati su podržali teoriju spirle ćutanja. Iako je bilo veoma nepovoljnih mišljenja o grupi, postojao je manjak želje da se ona zaustavi. Idividualci su tvrdili da su više bili radi da izjasne svoje mišljenje ne-Baskijancima, zbog straha od izolacija. Takođe, Španski individualci koji su ispitani su bili radi da ćute zbog mnogo veće bliskosti nasilnim činovima.

### Percepcija u učionici
Jedno istraživanje od strane Hensona i Denkera istražuje percepciju utišavanja ponašanja, političke pripadnostii, političkih razlika kao korelaciju percepcije univerzitetske učionice i komunikativnog ponašanja. Posmatrali su da li se studentsko viđenje učionice menja zavisno od toga da li vide instruktora i druge studente kao osobe različite političke pripadnosti kada instruktor i ostali studenti komuniciraju korišćenjem utišavajućeg ponašanja. Članak je pokazao da je jako malo istražena interakcija student-učitelj unutar učionice i kako se studenti motivišu. Cilj članka je bio da ustanovi kako su određene političke ideje izražene unutar fakultetskih učionica i prema tome proceni uticaj komunikacije u učionicama o percepciji političke tolerancije.
Članak tvrdi da su fakultetske učionice adekvatno mesto da se proučava spirala ćutanja jer je to mesto sa međusobnom, kulturnom, medijskom i političkom komunikacijom. Henson i Denker kažu da su interakcije unutar učionica međusobno uticajne jer instruktori i studenti donose svoje lične predrasude i kulturne perspektive unutar učionice.
Istraživanje je pokazalo da li postoji korelacija između studentske percepcije da su politički utišani i njihovog viđenja razlika u studentsko-instruktorskoj političkoj pripadnosti. Studija je takođe ispitivala da li postoji povezanost između doživljene klime i sličnosti između studenta i instruktora na osnovu njihove političke pripadnosti. Istraživači su koristili učesnike iz kurseva Midvestern fakulteta. Učenici su odgovarali na pitanja u vezi njihove percepcije političkog utišavanja, klime unutar učionice i klime koju pravi instruktor. Rezultati ovog istraživanja su pokazali pozitivnu vezu između doživljenih sličnosti između političkih partija i ideoloških razlika studenata i instruktora. 

### Kompjuterski posredovana komunikacija
I ako su istraživanja vezana za teoriju spiralne tišine bila fokusirana na interakciju lice u lice pre 2000. godine, teorija se kasnije bavila i proučavanjem kompjuterskih posredovanja komunikacije. Prvo istraživanje u ovom kontekstu je analiziralo komunikaciona ponašanja u online chat sobama vezanih za abortus, i otkriveno je da će se manjina mnogo pre izjasniti dok su njihovi komentari ostajali neutralni. Drugo istraživanje se fokusiralo na Korejska poštovanja vezana za nacionalne izbore i pronašli su vezu između online postova i prezentovanja kandidata u medijima. Treće istraživanje se fokusira na online siteme, fokusirajući se na strah izolacije koji najčešće smanjuje želju članova da izjasne neutralna i negativna mišljenja. Teorija spirale ćutanja se proširila u kontekst ne-anonimnih multikanalnih komunikacionih platformi i potrebe da se uzmu u obzir komunikacije i online ekspresija.

### Konteksti socijalnih medija
Trenutna literatura predlaže da se spiralni model može primeniti na kontekst socijalnih medija. Gijarhart i Zang su sproveli istraživanje da istraže da li upotreba socijalnih medija može povećati ljudsku motivaciju da izjasnje svoja mišljenja o političkim pitanjima. Rezultati predlažu da su korisnici socijalnih medija, koji su imali negativnu reakciju na svoje političke postove, imali običaj da se cenzurišu pokazivajući efekat spirale ćutanja. Još jedno istraživanje potvrđuje pozitivnu vezu između izjašnjavanja mišljenja na socijalnim mrežama takođe, pojedinci koji shvataju napadanje gej ljudi kao značajno socijalno pitanje, najverovatnije će to komentarisati na fejsbuku.

### Društveni kapital
Teorija spirale ćutanja takođe može biti primjenjena na kontekst društvenog kapitala. Najnovija istraživanja vide socijalni kapital kao varijablu koja omogućava građanima da razumeju norme poverenja i recipročnosti koji su neophodni za uspešno učestvovanje u kolektivnim aktivnostima. Jedno istraživanje pokazuje tri individualna nivoa socijalnog kapitala- civilno učešce, poverenje i susedstvo i veza između ovih indikatora i ljudske spremnosti da izjasne svoje mišljenje i njihove percepcije u prodršci tuđeg misljenja. Rezultati predlažu da civilno učešce ima direktan efekat na ljudsku želju da izjasni mišljenje i susedstvo i poverenje i ima direktan pozitivan efekat na ljudsku percepciju podrške tuđeg mišljenja. Takođe, istraživanje pokazuje da samo direktno civilno učešce u ekspresiji mišljenja dalje naglašava potencijalnu razliku između zbližavanja i premoštavanja socijalnog kapitala.

## Internet

### Izolacija faktora koji ukidaju izolaciju
Koncept izolacije ima više definicija, zavisno od okolnosti u kojima se istražuje. U jednom slučaju, problem izolacije je definisan kao socijalno povlačenje opisano kao niske frenkvencije ravnopravne interakcije. Druga istraživanja su definisala izolaciju kao niske nivoe ravnopravnog prihvatanja ili visoke nivoe ravnopravnog odbijanja. Istraživanja koje izolaciju povezuj sa internetom se fokusiraju ili kako internet indivudualce izoluje iz društva presecajući njihov kontakt od živih bića  ili kako internet smanjuje socijalnu izolaciju dozvoljavajući ljudima da šire svoje socijalne mreže i davajući im više mogunosti da ostanu u kontaktu sa prijateljima i porodicom.  Od razvijanja interneta, posebno web-a, mnogo grupa je nastalo uključujući veb i internet relay chat (IRC), novinarske grupe, multikorisničke dimenzije i sve više komercionalne virtuelne grupe. . Teorije i hipoteze kako internet grupe utiču na individualce su brojne i rasprostanjene. Neki istraživači posmatraju ove brzo rastuće chatove, online igrice, ili kompjuterski bazirana tržista kao novu priliku posebno za ljude da aktivnije učestvuju u društvenom životu.
Tradicionalno, socijalna izolacija je predstavljena kao jednodimenzionalna konstrukcija organizovana oko pojma položaja jedne osobe van socijalne grupe, i odnosi se na izolaciju od grupe kao rezultat isključenja iz grupe.. Od dece do odraslih, literatura pokazuje da ljudi razumeju pojam izolacije i strah od posledica te izolovanosti iz grupe čiji su oni član. Plašeći se izolacije, ljudi se ne osećaju slobodno da se izjasne ukoliko imaju drugačije poglede što znači da ljudi sami sebe ograničavaju na razgovor sa pojedincima sličnog mišljenja ili bez ikakvog razgovora.Withsche dalje objašnjava: Bilo da je strah od povređivanja drugih ili strah da će sami biti povređeni, postoje faktori koi sprečavaju ljude da govore slobodno i ovo dalje rezultuje u neidelnim tiplovima diskusije jer to smanjuje raznovrsnost i jednakost učesnika i lična mišljenja da budu izražena.
Internet ima moć da oslobodi ljude straha izolacije i radeći to uništava spiralu ćutanja. Internet omogucava ljudima da nađu mesto sa grupama ljudi koji imaju slično razmišljanje i pogleda na svet kao oni. Van Olstin i Brajandžonson su izjavili da: Internet korisnici traže interakcije sa pojedincima sa kojima dele slične vrednosti i prema tome postaje manje verovatno da će verovati u odluke ljudi čija se mišljenja razlikuju od njihovih. Internet ne samo da oslobađa ljude njihovih psiholoških barijera nego i donosi mnoge mogućnosti praveći u velikoj skali mnoge diskusije i dogovore. Za razliku od tradicionalnih medija koji ograničavaju učestvovanje, internet omogućava osnaživanje, velike skale dostupnih informacija, posebne publike koja se može efikasno ciljati i ljudi se mogu spojiti kroz taj medij.

### 
Internet je mesto gde su mnoge reference i socijalne grupe dostupne sa sličnim pogledima. To je postalo mesto gde postoji mnogo manji strah od izolacije. Jedan istraživački članak je pokazao individualnu voljnost da izjasni svoje mišljenje online i offline. Kroz te rezultate, od učesnika, poređenje i kontrast online i offline spirale je utvrđeno. Liu i Fahmy su utvrdili da je lako odustati od online diskusije bez pritiska za slaganjem sa većinom grupe. To ne znači da se spirala ćutanja ne dešava i u online sredini. Ljudi i dalje sve ređe izjašnjavaju, čak i u online okolnostima, kada postoji dominantno mišljenje koje se razlikuje od njihovog. Ali ljudi u online situacijama će se izjasniti ukoliko ih neko u grupi podrži.U online situaciji, samo jedna osoba je dovoljna da ohrabri mišljenje manjine i samim tim uništi spiralu ćutanja. Drugi razlog zašto su spirale ćutanja manje efektivne online je zato što istraživanja ne pokazuju da li je osoba voljna to isto mišljenje izneti i offline protiv dominantnog.Osoba može imati karakteristike koje je čine takvom da joj je prihvatljivo izjasniti se protiv dominantnog mišljenja offline, što znači da mu je prihvatljivo to isto uraditi online. Iako istraživanja pokazuju da je šansa da će se neko izjasniti veća u online okolnostima, utišavanje mišljenja se i dalje dešava. Jos jedan istraživački članak je ispitivao uticaj različitog mišljenja na online forumima ( mišljenje koje se slaže sa većinom učesnika na forumu protiv web izvora) i pronašao je da je lično mišljenje mnogo uticajnije online gde su forumi locirani. Gonzenbanč i Nekmat su rekli takođe da je vredno istraživanja da li faktori u ovim istraživanjima ili drugi faktori pomažu ljudima da se osećaju prijatnije kada je u pitanju izjašnjavanje svog mišljenja online.

### Heterogenost i anonimnost
Priroda interneta omogućava ne samo učestvovanje više ljudi nego i učestvovanje više heterogenih grupa ljudi. Page je izjavio: Online nalet elektronske komunikacije će verovatno povećati raznovrsnost dostupnih ideja i brzinu i lakoću kojom se one takmiče međusobno. Razlog zašto se ljudi upuštaju u dogovore je zbog njihovih razlika i internet dozvoljava da se te razlike lako nađu.
Internet je izgleda perfektno mesto da se nađu različita viđenja veoma raznolikih grupa ljudi koji su u isto vreme otvoreni za razlike i neslaganje potrebno za dogovor.Nojel-Njumanova inicijalna ideja povučenih i utišanih građana je teška da se poveže sa empirijskim istraživanjima koja dokumentuju neinhibisanu diskusiju u kompjuterskim kontekstima kao što su chat sobe i novinarske grupe.
Internet omogućava anonimnu sredinu, i obezbeđivanjem te anonimne sredine, strah od izolacije i poniženje je smanjen. Walenc prepoznaje da kad ljudi veruju da njihove akcije ne mogu biti njima pridodate lično, manje su sprečeni socijalnim sporazumima i ograničenjima. Ovo može biti veoma pozitivno, posebno kad se ljudima ponudi mogućnost da diskutuju o različitim ličnim pitanja pod uslovima u kojima se oni osećaju sigurnije.
Sposobnost grupe da izazove pojedinca je manja na internet, prema tome smanjuje se potreba za konformisanjem. Walenc dalje sumira broj empiričkih istraživanja koji su ustanovili da se disidenti osećaju slobodnije da izraze svoje mišljenje online nego offline što rezultuje činjenicom da osobe u manjini ne bi morale da podnose izazivanje ili ismejavanje od strane ljudi koji su u većini ili da se osećaju neprijatno zbog toga što imaju drugačije mišljenje. Stromer-Galley smatra da nedostatak non-verbalnih znakova što vodi do smanjenog osećaja socijalnog prisustva i povećanost osećaja anonimnosti oslobađa ljude od psiholoških barijera koje ih sprečavaju da se angažuju u ličnim dogovorima.
Vrh spirale ćutanja je to što ljudi veruju svesno ili nesvesno da će izražavanjem nepopularnog mišljenja imati negativne posledice. Ova verovanja ne postoje na internetu iz nekoliko razloga. Prvo, sram i poniženje zavisi od fizičkog prisustva drugih ljudi. U kompjuterskim komunikacijama, fizička izolacija često već postoji i ne predstavlja novu pretnju. Drugo, veliki broj normativnih uticaja se komunicira kroz neverbalne znakove kao što je kontakt očima ili gestovi ali u kompjuterskoj komunikaciji ljudi uglavnom predvide ove znakove. Treće, Kejsler, Sigel i Meker su primetili da se neverbalni socijalni konteksti vode formalnošću i socijalnom nejednakošću u ličnim komunikacijama.  Kada su ovi znakovi odstranjeni, važnost socijalnog statusa kao izvora uticaja prestaje.Grupe hijerarhija koje se razvijaju u ličnim interakcijama se manje ispoljavaju u kompjuterskim sredinama.Forma i posledice usklađenosti moraju proći značajne promene zbog ubacivanja medija koju smanjuje socijalnu prisutnost učesnika. Socijalno prisustvo se definiše kao procenat izraženosti osobe u interakciju  ili procenat do kojeg medij može doprineti prisustvu osobe.

### Jednakost
Bitno pitanje u zadržavanju heterogenosti u razgovoru je jednako za sve učesnike i jedne prilike da se utiče u diskusiji. Kada ljudi veruju da nisu upućeni u temu, nesposoboni da učestvuju u diskusiji ili nejednaki svojoj sredini, oni se ne upuštaju u dogovore. Kada ljudi odluče da učestvuju, njihova participacija se može opovrgnuti drugima dominantim ljudima ili se njihovo učestvovanje može smatrati manje vrednim zavisno od njihovog statusa. Dalberg hvali interner zbog njegove sposobnosti da oslobodi ljude socijalne hijerarhije i odnosa moći koji postoji online. "Slepilo" sajberspejsa gradi lični identitet i omogućava ljudima da učestvuju u interakciji kao da su jednaki. Argumenti su procenjeni na osnovu toga što oni sami procenjuju da nisu socijalnog statusa ovih jačih.
Gastil primećuje ovu mogućnost kao jednu od najjačih strana interneta : Ako u kompjuterskoj sredini može konstantno da se smanji uticaj statusa, on može imati moćnu prednost u ličnim interakcijama. Kada je teško detektovati nečiji status, percepcije u statusu opadaju i to smanjuje stereotipe i predrasude. 
To znači da se ljudi ipak osećaju ravnopravnije u online forumima nego kada su offline . Rasizam, diskriminacija na osnovu godina i druge vrste diksriminacije protiv grupa se naizgled smanjuju zbog toga što ti znakovi u van-grupnim statusima nisu tako očigledni. Pored toga, internet ubrzano i dramatično povećava sposobnost za razvijanje informacija, deljenje informacija i organizaciju informacija,  doprinoseći jednakosti u dobijanju informacija.

## Metodologična istraživanja se približavaju
Veza između percepcije javnog mišljenja i voljnosti za izjašnjavanjem se najviše mere kroz ankete. U anketama, ispitanici su uglavnom pitani da li bi otkrili svoje mišjenje o hipotetičkoj situaciji odmah nakon što bi se saznalo njihovo mišljenje o javnom mišljenju. Kada su pitani da li hipotetička pitanja mogu uticati na realne slučajeve u životu od strane naučnika komunikacije, to je dovelo do kritika ove metodologije zbog toga što nije bila u stanju da sazna šta bi ispitanici uradili u pravoj situaciji. Istraživaci su na ove kritike odgovorili komparativnim testiranjem spiranog modela u hipotetskim anketama i fokusnim grupama. Rezultati se slažu sa kritikom hipotetički antketnih pitanja pokazujući značajan porast spirale ćutanja u fokusnim grupama.
Između različitih pristupa metodologiji, unakrsno-sekciono istraživanje je vodeći metod koji se koristi za analizu i testiranje teorije. Ono obuhvata analzu veze između javnog mišljenja i voljnosti izjašnjavanja u nekom trenutku.
Dok mnogi istraživači koriste ovaj dizajn neki naučnici koriste panel podataka. Pod ovom metodologijom, koriste se tri specifična pristupa. Nojel-Njumanova je sama testirala teoriju kroz agregatni nivo. Korsteći ovaj pristup proces promene se posmatra poređenjem apsolutnog udela ljudi koji percipiraju većinsku klimu sa ljudima koji su sposobni da iraze mišljenje s vremenom. Drugi pristup je korišćen u istraživanjima spirale ćutanja tako što se sprovode odvojene regresije za svaki talas anketnog panela. Mana ovog pristupa je što je ignorisana individualna primena klima i percepcije mišljenja. Poslednji pristup je koristilo nekoliko naučnika da bi iskoristilo promene rezultata kao zavisne varijable. Međutim, koliko bio intuitivan ovaj pristup, ovo vodi dobro dokumentovanim poteškoćama kao što je regresija negativne korelacije promene skora.

## Kritike
Kritičari ove teorije veoma često tvrde da pojedinci imaju različite uticaje zbog kojih se izjašnjavaju ili ne.
Istraživanje pokazuje da se ljudi plaše izolacije u svojim malim socijalnim krugovima mnogo više nego što je to slučaj u širokoj populaciji Unutar velike nacije. Uvek se može naći grupa ljudi koji dele jedno mišljenje ali ljudi se plaše izolacije unutar svoje bliske porodice i prijatelje više u teoriji. Istraživanja su pokazala da je strah od izolacije veći od straha izolacije čitave javnosti kako se inače meri.

Naučnici takođe naglašavaju kako i lične karakteristike i različite kulture unutar različitih grupa imaju uticaj na to da li će se osoba izjasniti. Ako jedna osoba ima pozitivno samopouzdanje i fali joj osećaj srama ta osoba će se izjasniti nezavisno od toga kako će je doživeti javnost.  Drugi uticaj koji kritičari ističu za ljude koji odlučuju da se ne izjašnjvaju je kultura. Otvorene ekpreseije ideja su zabranjene u nekim kulturama. .Neke kulture su više individualističke koje podržavaju individualno lično mišljenje, dok kolektivističke kulture poržavaju uopšteno grupno mišljenje i potrebe. Pol takođe može biti kulturni faktor. U nekim kulturama, ženska percepcija jezika, ne javnog mišljenja, tera ih da ostaju tihi.Sčefel i Moj, takođe tvrde da pojedini stilovi konflikta i kulturnih indikatora treba da budu korišćeni da bi se razumele ove razlike. 
Druge kritike istraživanja spirale ćutanja su to što istraživački dizajn ne posmatra kretanje spirale kroz vreme. Kritičari predlažu da se Nojel-Njumanova fokusira na vreme  u formiranju spirala i to bi trebalo da se reflektuje takođe i na metodologijiu i dinamičku prirodu spiralnog modela. Oni tvde da spirala ćutanja ima vremenski faktor, uzimajući u obzir da promene u javnom mišljenju eventulno vode do promene u ljudskoj proceni javnog mišljenja.
Takođe, prema Spilelu, teorija spirale ćutanja u teoriji i u praksi, kroz širenje prava glasa, organizacije političkih propagandnih grupa, ustpostavljanje pritiska grupa i političkih partija, podobnost javnih službenika i eventualno instalaciju nekoliko formi direktne demokratije.
Neki naučnici takođe obezbeđuju razumevanje terije u društvu, ističući da nije toliko aktuelna statistička većina koja proizvodi pritisak za konformitet koliko je to klima mišljenja koja se formira većim delom kroz medije. Kroz veliki uticaj medija, klima mišljenja nije potuno tačna refleksija distribucije mišljenja unutar naroda. Under the great influence by the media coverage, the climate of opinion "is not invariably an accurate reflection of the distribution of opinions within the polity."
Dalje Šlifel i Moj nalaze probleme u nalaženju ključnih termina, uključjući voljnost za izjašnjavanje. Ova struktura bi trebalo da se meri zavisno od toga da li se ljudi zapravo izjašnajvaju ili ne, a ne glasajući ili na druge slične načine. Konformitetni eksperimenti, posebno koje je sproveo Ašč formiraju deo baze teorije. Naučnici ispituju da li su ovi eksperimenti bitni za razvoj spirale ćutanja.

### Lažne dileme i tišina konstantnosti
Istraživanje pokazuje da iako prisustnost grupa sa drugim mišljenjima od onih koji su dominatni u društvu otvara mogućnost za neke ljude da izraze različita mišljenja. Lažne pretpostavke su u takvim grupama da se kritičari posebnih aspekata grupnog programa podržavaju u javnim medijima, što je lažna dilema. Ovo istraživanje pokazuje takve lažne dileme, posebno kada postoje nejednakosti u javnim viđjenjima i u organizovanim i protivnim pogledima, što izaziva spiralu ćutanja koju posebno utišava logično konstantno treći, četvrti ili viši broj kritičara. Ovo upitno istraživanje ne nalazi rešenje u mnogim pristupima prepoznavanja subjektivne kognitive. Umesto toga pokazuje da su takve pretpostavke deo problema promovisanjem mita da svačija lična grupa koja prevazilazi svoju subjektivnost, po mišljenjima kritičara, citirajući evolutivno istraživanje koje pokazuje ne samo predispoziciju za opravdavanje pogleda, bira na osnovu nutritienata bez poboljšanja adaptivnog ponašanja, ali tvrdnja da je većina odraslih ljudi iracionalna zbog manjka stimulacije razcionalnosti u ranom detinjstvu je takođe evolutivno neopravdana, jer gene za potencionalnu racionalost bi mogli biti potpuno eleminasani selekcijom pre dostizanja značajne frakcije populacije ako je već bilo potrebno da društvo unapredi racionalost da bi se manifestovalo adaptivno. Istraživanje pokazuje da ljudi nisu urođeno iracionalni ali su naterani da se pretvaraju zbog lažnih dilema koje tvrde racionalni kritičari da bi opravali iracionalnu omrženost i predlažu da se otvorenom ekpresiom racionalnosti može promovisati diskusija u kojoj nema izolovanja baziranog na tradicionalnoj političkoj skali ili klasi ali i tvrdnje o iracionim motivima kao što su pretpostavke da su neka mišljenja povezana ili da kritika jednog pogleda može biti odbrambeni mehanizam drugog specifičnog pogleda, su isključene.

## Bibliografija
- van Alstyne, M; Brynjolfsson, E (1996), Electronic communities: Global village or cyberbalkans? (paper), Cleveland, OH: The International Conference on Information Systems.
- Anderson, JA (1996), Communication theory: epistemological foundations, New York, NY: Guilford.
- Bradley, N; Poppen, W (2003), „Assistive technology, computers and Internet may decrease sense of isolation for homebound elderly and disabled persons”, Technology and Disability, 14 (1).
- Bowker, A; Bukowski, W; Zargarpour, S; Hoza, B (1998), „A structural and functional analysis of a two-dimensional model of social isolation”, Merrill-Palmer Quarterly, 44: 447—63.
- Burgoon, JK; Buller, DB; Woodall, WG (1989), Nonverbal communication: The unspoken dialogue, New York: Harper & Row.
- Cherry, Kendra (2012), „The Asch Conformity Experiments”, Psychology, About, Архивирано из оригинала 17. 03. 2016. г., Приступљено 8. 10. 2013.
- Coleman, S; Gøtze, J (2001), Bowling together: Online public engagement in policy deliberation (PDF), Архивирано из оригинала 16. 9. 2008. г..
- Cummings, J; Sproull, L; Kiesler, SB (2002), „Beyond hearing: Where real-world and online support meet”, Group Dynamics: Theory, Research, and Practice, 6 (1): 78—88, doi:10.1037/1089-2699.6.1.78.
- Dahlberg, L (2001), „The Internet and democratic discourse”, Information, Communication & Society, 4 (4): 615—33, doi:10.1080/13691180110097030.
- Gastil, J (2000), „Is face-to-face citizen deliberation a luxury or a necessity?”, Political Communication, 14 (4): 357—61, doi:10.1080/10584600050178960.
- Gimmler, A (2001), „Deliberative democracy, the public sphere and the Internet”, Philosophy and Social Criticism, 27 (4): 357—61, doi:10.1177/019145370102700402.
- Gonzenbach, WJ; King, C; Jablonski, P (1999), „Homosexuals and the military: an analysis of the spiral of silence”, Howard Journal of Communication, 10 (4): 281—96, doi:10.1080/106461799246762.
- ———; Stevenson, RL (1994), „Children with AIDS attending public school: an analysis of the spiral of silence”, Political Communication, 1: 3—18, doi:10.1080/10584609.1994.9963007.
- Gottman, J; Gonso, J; Rasmussen, B (1975), „Social interaction, social competence, and friendship in children”, Child Development, 46 (3): 709—18, doi:10.2307/1128569.
- Griffen, EM (2009), A first look at communication theory (7th изд.), New York, NY: McGraw Hill.
- Hayes, AF; Glynn, CJ; Shanahan, J (2005a), „Willingness to self-censor: A construct and measurement tool for public opinion research”, International Journal of Public Opinion Research, 17 (3): 298—323, doi:10.1093/ijpor/edh073.
- ———; Glynn, CJ; Shanahan, J (2005b), „17”, Validating the willingness to self-censor scale: Individual differences in the effect of the climate of opinion on opinion expression, стр. 443—55.
- Henson, J; Denker, K (2007), „I'm a Republican, but please don't tell: an application of spiral of silence theory to perceptions of classroom climate”, Conference Papers, National Communication Association, 1.
- Hiltz, SR; Johnson, K; Turoff, M (1986), „Experiments in group decision making: Communication process and outcome in face-to-face versus computerized conferences”, Human Communication Research, 13 (2): 225—52, doi:10.1111/j.1468-2958.1986.tb00104.x.
- Huang, Huiping (2005), „A Cross-Cultural Test of the Spiral of Silence”, International Journal of Public Opinion Research, 17 (3): 1—25, doi:10.1093/ijpor/edh065.
- Kant, Immanuel (1781), Critique of Pure Reason
- Kiesler, S; Siegel, J; McQuire, TW (1984), „Social psychological aspects of computer-mediated communication”, American Psychologist, 39 (10): 1123—34, doi:10.1037/0003-066x.39.10.1123.
- Kraut, RE; Patterson, M; Lundmark, V; Kiesler, S; Mukhopadhyay, T; Scherlis, W (1998), „Internet paradox: A social technology that reduces social involvement and psychological well-being?”, American Psychologist, 53 (9): 1017—32, PMID 9841579, doi:10.1037/0003-066x.53.9.1017.
- Liu, X; Fahmy, S (2009), Testing the spiral of silence in the virtual world: Monitoring opinion-climate online and individuals' willingness to express personal opinions in online versus offline settings (conference paper), 1, International Communication Association, стр. 36.
- McDevitt, M; Kiousis, S; Wahl-Jorgensen, K (2003), „Spiral of moderation: Opinion expression in computer-mediated discussion”, International Journal of Public Opinion Research, 15 (4): 454—70, doi:10.1093/ijpor/15.4.454.
- McKenna, KYA; Bargh, JA (1998), „Coming out in the age of the Internet: Identity "demarginalization" through virtual group participation”, Journal of Personality and Social Psychology, 75 (3): 681—94, doi:10.1037/0022-3514.75.3.681.
- Miller, K (2005), Communication theories: perspectives, processes, and contexts (2nd изд.), New York, NY: McGraw-Hill.
- Moody, EJ (2001), „Internet use and its relationship to loneliness”, CyberPsychology & Behavior, 4 (3): 393—401, doi:10.1089/109493101300210303.
- Morris, M; Ogan, C (2002),  McQauil, D, ур., „The internet as mass medium”, Reader in Mass Communication Theory, London: Sage.
- Moy, P; Domke, D; Stamm, K (2001), „The spiral of silence and public opinion on affirmative action”, Journalism and Mass Communication Quarterly, 78 (1): 7—25, doi:10.1177/107769900107800102.
- Neill, Shelly (maj 2009), „The Alternate Channel: How Social Media is Challenging the Spiral of Silence Theory in GLBT Communities of Color” (PDF), American University, Washington, DC, Приступљено 24. 4. 2012
- Noelle-Neumann, Elisabeth (1974), „The spiral of silence: a theory of public opinion”, Journal of Communication, 24 (2): 43—51, doi:10.1111/j.1460-2466.1974.tb00367.x.
- ——— (1977), „Turbulences in the climate of opinion: Methodological applications of the spiral of silence theory”, Public Opinion Quarterly, 41 (2): 143—58, doi:10.1086/268371.
- O'Connor, RD (1969), „Modification of social withdrawal through symbolic modeling”, Journal of Applied Behavior Analysis, 2 (1): 15—22, PMC 1311030 , PMID 16795196, doi:10.1901/jaba.1969.2-15.
- ——— (1972), „Relative efficacy of modeling, shaping, and the combined procedures for modification of social withdrawal”, Journal of Abnormal Psychology, 79 (3): 327—34, PMID 5033375, doi:10.1037/h0033226.
- O'Hara, K (2002), „The Internet: A tool for democratic pluralism?”, Science as Culture, 11 (2): 287—98, doi:10.1080/09505430220137298.
- O'Sullivan, PB (1995), „Computer networks and political participation: Santa Monica's teledemocracy project”, Applied Communication Research, 23 (2): 93—107, doi:10.1080/00909889509365417.
- Page, BI (1996), Who deliberates? Mass Media in Modern Democracy, Chicago: University of Chicago Press.
- Rheingold, H (1993), The virtual community. Homesteading on the electronic frontier, Reading.
- Rice, RE; Williams, F (1984), „Theories old and new: The study of new media”,  Ур.: Rice, RE, The new media: Communication, research, and technology, Beverly Hills, CA: Sage, стр. 55—80.
- Ross, C (2007), Considering and communicating more world views: New directions for the spiral of silence (conference papers), 1, National Communication Association.
- Sassenberg, K (2002), „Common bond and common identity groups on the Internet: Attachment and normative behaviors in on-topic and off-topic chats”, Group Dynamics: Theory, Research, and Practice, 6 (1): 27—37, doi:10.1037/1089-2699.6.1.27.
- Scheufele, Dietram A.; Moy, P (2000), „Twenty-five years of the spiral of silence: A conceptual review and empirical outlook”, International Journal of Public Opinion Research, 12 (1): 3—28, ISSN 0954-2892, doi:10.1093/ijpor/12.1.3.
- ——— (2007), „Opinion climates, spirals of silence, and biotechnology: Public opinion as a heuristic for scientific decision making”,  Ур.: Brossard, D; Shanahan, J; Nesbit, TC, The public, the media, and agricultural biotechnology: An international casebook, Cambridge, MA: Oxford University Press, стр. 231—41
- Schmierback, M; Boyle, MP; McLeod, DM (2005), „Civic attachment in the aftermath of September 11”, Mass Communication and Society, 8 (4): 323—46, doi:10.1207/s15327825mcs0804_3.
- Shanahan, J; Scheufele, Dietram A.; Yang, Fang; Hizi, S (2004), „Cultivation and spiral of silence effects:the case of smoking”, Mass Communication and Society, 7 (4): 413—28, doi:10.1207/s15327825mcs0704_3.
- Short, J; Williams, E; Christie, B (1976), The social psychology of telecommunications, New York: John Wiley & Sons.
- Sleek, S (1998), „Isolation increases with Internet use”, American Psychological Association Monitor, 29 (1): 1.
- Spencer, Anthony; Stephen, Croucher (2008), „Basque Nationalism and the Spiral of Silence”, International Communication Gazette, 70 (2): 137—53, doi:10.1177/1748048507086909.
- Sproull, L; Kiesler, S (1992), Connections: New ways of working in the networked organization, Cambridge, MA: MIT Press.
- Stromer-Galley, J (2002), „New voices in the political sphere: A comparative analysis of interpersonal and online political talk”, Javnost/The Public, 9 (2): 23—42.
- Wallace, P (1999), The psychology of the Internet, Cambridge, MA: Cambridge University Press.
- Wanta, W; Dimitrova, D (2000), Chatrooms and the spiral of silence: An examination of online discussions during the final 1996 U.S. presidential debate (paper), Acapulco, MX: The International Communication Association.
- Warren, ME (2001), „What should we expect from more democracy? Radically democratic responses to politics”, Political Theory, 24 (2): 241—70, doi:10.1177/0090591796024002004.
- Williams, E (1977), „Experimental comparison of face-to-face and mediated communication: A review”, Psychological Bulletin, 84 (5): 963—76, doi:10.1037/0033-2909.84.5.963.
- Witschge, T (2002), Online Deliberation: Possibilities of the Internet for deliberative democracy (paper), Nijmegen, NL: The Euricom Colloquium Electronic Networks & Democratic Engagement.